# 威爾·法洛
威爾·法洛（英語：Will Ferrell，1967年7月16日—），本名約翰·威廉·法洛（John William Ferrell），是一位受過艾美獎與金球獎提名的美國喜劇演員、演員、編劇。
他是以固定演出美國喜劇節目《週末夜現場》成名，後來在電影界也有很好的成績，作品有《舞翻天》（1998年）、《重返校園》（2003年）、《精靈總動員》（2003年）、《銀幕大角頭》（2004年）、《踹球叫練》（2005年）、《王牌飆風》（2006年）、《口白人生》（2006年）、《冰刀雙人組》（2007年）、《灌籃大帝》（2008年）和《官賤對決》（2012年）。他在2006年是好萊塢片酬最高的男星，金額為4千萬美金。他也被歸為喜劇藝人「兄弟幫」（Frat Pack）的一員。
2017年，由其主演的电影《老爸当家2》上映。2018年，与约翰·C·赖利共同主演的悬疑犯罪电影《福尔摩斯与华生》上映，他在片中饰演才华横溢的傲慢侦探福尔摩斯；2024年6月13日，参演的电视剧《黑袍纠察队 第四季》播出，同年11月，参演的电影《热情邀约》发布新照，将于2025年1月30日登陆Prime Video。

## 生平

### 早年生活
法洛生於加州爾灣，是任教師的母親凱伊（Kay，娘家姓為Overman），與任正義兄弟合唱團鍵盤手的父親李·法洛的兒子。他曾就讀位於加州爾灣的University High School，是校隊的開球員（Placekicker）；後來在南加州大學主修體育傳播系（Sports Broadcasting），以體育資訊（Sports Information）的學位畢業，是Delta Tau Delta兄弟會的一員。在1990年畢業後，參加喜劇團體底层以鍛鍊即興演出的技巧。

### 《週末夜現場》時期
法洛在1995年加入《週末夜現場》，於2002年離開，是該節目少數停留七年（含以上）的成員之一。在《週末夜現場》期間他以模仿多位名人，奠定了自己的名聲：
- 美國總統小布希
- 芝加哥小熊隊的播報員哈利·卡瑞（英语：Harry Caray）。
- 美國歌手羅伯特·高力特（英语：Robert Goulet）（並在模仿時以純人聲哼唱西斯克（Sisqó）、巴哈人（Baha Men）、聲名狼藉先生（Notorious B.I.G.）的歌曲）。
- 美國歌手尼爾·戴門。
- 電視節目《在演員工作室裡（英语：Inside the Actors Studio）》主持人詹姆斯·里普顿（英语：James Lipton）。
- 麻州參議員泰德·肯尼迪。
- 美國司法部長珍妮特·雷諾。
- 美國猜謎節目主持人亚历克斯·崔贝克。
- 大學炸彈客泰德·卡克辛斯基（Ted Kaczynski）。
- 轉任政府官員的美國前職業摔角選手傑西·溫圖拉。

他最著名的原創角色則有美國樂團藍牡蠣的虛構團員Gene Frenkle（負責敲牛鈴）、斯巴達拉拉隊（The Spartan Cheerleaders）的Craig Buchanan、喜歡夜店的人士Steve Butabi，後來該短劇還改編成電影《舞翻天》等。
法洛在2001年成為《週末夜現場》裡，酬勞最高的卡司，一季的薪資為35萬美元。

### 電影生涯
在《週末夜現場》時期，法洛已經參與過多部電影；他的初次主演作品是離開該節目後的《重返校園》（Old School），角色為法蘭克·「坦克」·李察（Frank "The Tank" Ricard）。《紐約時報》稱此電影是「屬於法洛先生」，並詳述他如何「使用爆笑和焦躁的狂熱行為來表現他的角色」。《重返校園》在票房上非常成功，法洛也藉此獲得MTV電影獎最佳喜劇表演的提名。法洛並表示他不會在該片續集裡再演出法蘭克·李察這個角色。
2003年時，他再度主演了另一部喜劇電影《精靈總動員》（Elf），也獲得MTV電影獎的提名。法洛在2004和2005年持續以多部電影奠定他在喜劇演員界的地位，因為時常與特定的幾位喜劇演員，在兩方的電影中相互客串演出，所以讓他被媒體歸類為好萊塢的「兄弟幫」（Frat Pack）的一員，但法洛認為自己不屬於所謂的「兄弟幫」成員，並指出「兄弟幫」不是一個實質存在的團體。

## 獎項和提名

### 金球獎
提名
- 2006年：電影類最佳男配角（金牌製作人）
- 2007年：音樂或喜劇電影類最佳男主角（口白人生）

### 艾美獎
提名
- 2001年：綜藝或音樂類節目最佳個人演出（週末夜現場）

### 金酸莓獎
得獎
- 2005年：最差銀幕情侶（與妮可·基曼）（神仙家庭）

提名
- 2005年：最差男主角（踹球叫練與神仙家庭）

### MTV電影獎
得獎
- 2007年：最佳接吻獎（與）（塔拉迪加之夜）
- 2013年:  喜劇之神獎

提名
- 2007年：最佳喜劇表演
- 2007年：最佳打鬥
- 2005年：最佳喜劇表演
- 2005年：最佳銀幕組合（與保羅·路德、大衛·柯屈納、史帝夫·卡爾）
- 2005年：最佳音樂類演出（與保羅·路德、大衛·柯屈納、史帝夫·卡爾）
- 2004年：最佳喜劇表演
- 2004年：最佳喜劇表演（重返校園）
- 2004年：最佳銀幕組合（與路克·威爾森、文斯·范恩）（重返校園）

### 衛星獎
提名
- 2007年：音樂或喜劇電影類最佳男主角

### Spike TV Guys' Choice Awards
得獎
- 2007年：最有趣的混蛋
- 2007年：最瘋狂的影片

### ESPY獎
得獎
- 2007年：最佳體育類電影（塔拉迪加之夜）

### 詹姆斯·喬伊斯獎
- 2008年：都柏林大学的文學與歷史社所頒的獎項，認可法洛「在他擅長的領域中表現傑出」[14][15]